# The Big Narstie Show
The Big Narstie Show é um programa de talk show britânico, apresentado pelo rapper Big Narstie e pelo comediante Mo Gilligan, que estreou no Channel 4 em 29 de junho de 2018.

## Episódios
| Temporada | Temporada | Episódios | Episódios | Originalmente exibido   | Originalmente exibido  |
| Temporada | Temporada | Episódios | Episódios | Estreia da temporada    | Final da temporada     |
| --------- | --------- | --------- | --------- | ----------------------- | ---------------------- |
|           | 1         | 6         | 6         | 29 de junho de 2018     | 3 de agosto de 2018    |
|           | 2         | 8         | 8         | 22 de fevereiro de 2019 | 12 de abril de 2019    |
|           | 3         | 6         | 6         | 7 de fevereiro de 2020  | 13 de março de 2020    |
|           | 4         | ASA       | ASA       | 5 de novembro de 2021   | 12 de novembro de 2021 |

## Prêmios e indicações
O programa recebeu muitos prêmios, incluindo o Royal Television Society Award, um Mvisa, um National Reality TV Award, um Edinburgh TV Award e um Bafta.